# Konkoly-Thege György
Konkoly-Thege György (Pécs, 1957 június 11. –) világutazó fotós, közgazdász, újságíró.

## Családja
A régi nemesi származású Konkoly-Thege család sarja. Édesapja, Konkoly-Thege Aladár Pécsett volt klinikai sebész, édesanyja Marton Klára. Két leánytestvére van, Konkoly-Thege Klára és Konkoly-Thege Júlia. Konkoly Thege Miklós, akinek ma is a nevét viseli az MTA Csillagászati Kutatóintézete, a dédnagyapja unokatestvére volt.

## Élete
A Leőwey Klára Gimnáziumban érettségizett, a Budapesti Corvinus Egyetemen diplomázott.
A Taurus Gumiipari Vállalatnál kezdte a munkát a kilencvenes évek elején, kisérő tolmácsként dolgozott néhány évig majd a BAHIA bolthálózatnak vásárolt árut 1991-től 1994-ig főleg Ázsiában néha Afrikában illetve Dél-Amerikában. 1995 óta él a fotózásból, a globoport.hu internetes oldalra ír fotós cikkeket. Élete során száznál több fotókiállítása volt.
A nyolcvanas években az egyik legnagyobb magyar vállalat, a Taurus gumigyár külkereskedelmi üzletkötője volt, angol tolmács volt majd a BAHIA bolthálózatnak vásárolt árut 1991-től 1994-ig főleg Ázsiában néha Afrikában illetve Dél-Amerikában, és közben a fotózást is megkedvelte. Gyakran csak egy 20 megapixeles okostelefont visz magával. Jórészt tömegközlekedési eszközökkel, a SERVAS és Couchsurfing hálózatokon segítségével illetve olcsó hotelekben lakva több mint 100 országban járt már.
Magazínokban is jelennek meg képei de több könyvet is illusztráltak a képeivel. Sok kiállítása volt Magyarországon és külföldön. A Globoport Médiaholding fotósának volt már tárlata Európa és a nagyvilág több országában.
Konkoly Thege György lakásában is a fényképek uralják a teret, a falakon kedvelt portréi, varázslatos tájak, növények, állatok képei vannak ,,kiállítva,,.

„Elindult, hogy megismerje a közeli és a távoli földrészek növényeit, állatait, és hogy találkozzon az ott élő emberekkel. Járt messzi tengereken, magas hegyeken, kies sivatagokban és dúsan termő vidékeken. Fényképezett gazdagokat és szegényeket, virágzófákat és verekedő állatokat, naplementéket és a tükörsima tenger fölött csillogóhavas csúcsokat.
Aki a legérdekesebb, legszebb, legkülönlegesebb helyeket keresi, annak útja során előbb vagy utóbb el kell jutnia Ecuadorba, a Galápagos-szigetekre, az UNESCO által világörökségi védettséget élvező szigetcsoportra. Oda, ahol úgy érezheti magát az utazó, mintha visszatért volna az ősidőkbe, óriásteknősök, hatalmas leguánok, oroszlánfókák, pingvinek, kék és zöld lábú madarak és a hasonlóan sokszínű tengeri élővilág lényei közé”

– Dr. Carlos Balja Martinez, Ecuador magyarországi nagykövete

## Könyvek
- 2000 Minden, amit a nyelvtanulásról mindenkinek tudnia kellett volna I. Héjja Csaba – Konkoly Thege György fotóival
- 2006 Veszprém (Panoráma Magyar városok sorozat) – Konkoly-Thege György fotóival
- 2007 Bali album (Bézi László kultúrtörténeti tanulmányával)
- 2007 Food,wine Budapest (Carolyn Bánfalvi – Konkoly-Thege György fotóival)
- 2021 Baku (Farid Mammadov azeri fotóssal közös könyv)